# Enochrus bicolor
Enochrus bicolor är en skalbaggsart som först beskrevs av Fabricius 1792.  Enochrus bicolor ingår i släktet Enochrus, och familjen palpbaggar. Arten är reproducerande i Sverige.